# Équipe du Gabon de rugby à XV
L'équipe du Gabon de rugby à XV est une sélection de joueurs de rugby à XV du Gabon.